# Kore di Euthydikos
La Kore di Euthydikos (a volte italianizzata in "Eutidico") è una scultura votiva in marmo pario, di dimensioni inferiori al vero, databile al 490-480 a.C. circa e conservata nel Museo dell'acropoli di Atene. Venne distrutta in occasione della Seconda guerra persiana nel 480 a.C.

## Scoperta
Fu una delle tante statue scoperte nella colmata persiana: dell’originale rimangono il busto dalla vita in su insieme alla testa e, separatamente, le gambe al di sotto delle ginocchia insieme ai piedi e alla base. La porzione superiore (Acropolis 686) fu ritrovata nel 1882 sull’acropoli di Atene, ad est del Partenone. Nel 1886-1887 venne alla luce la parte inferiore nei pressi dell’Eretteo.

## Descrizione e stile

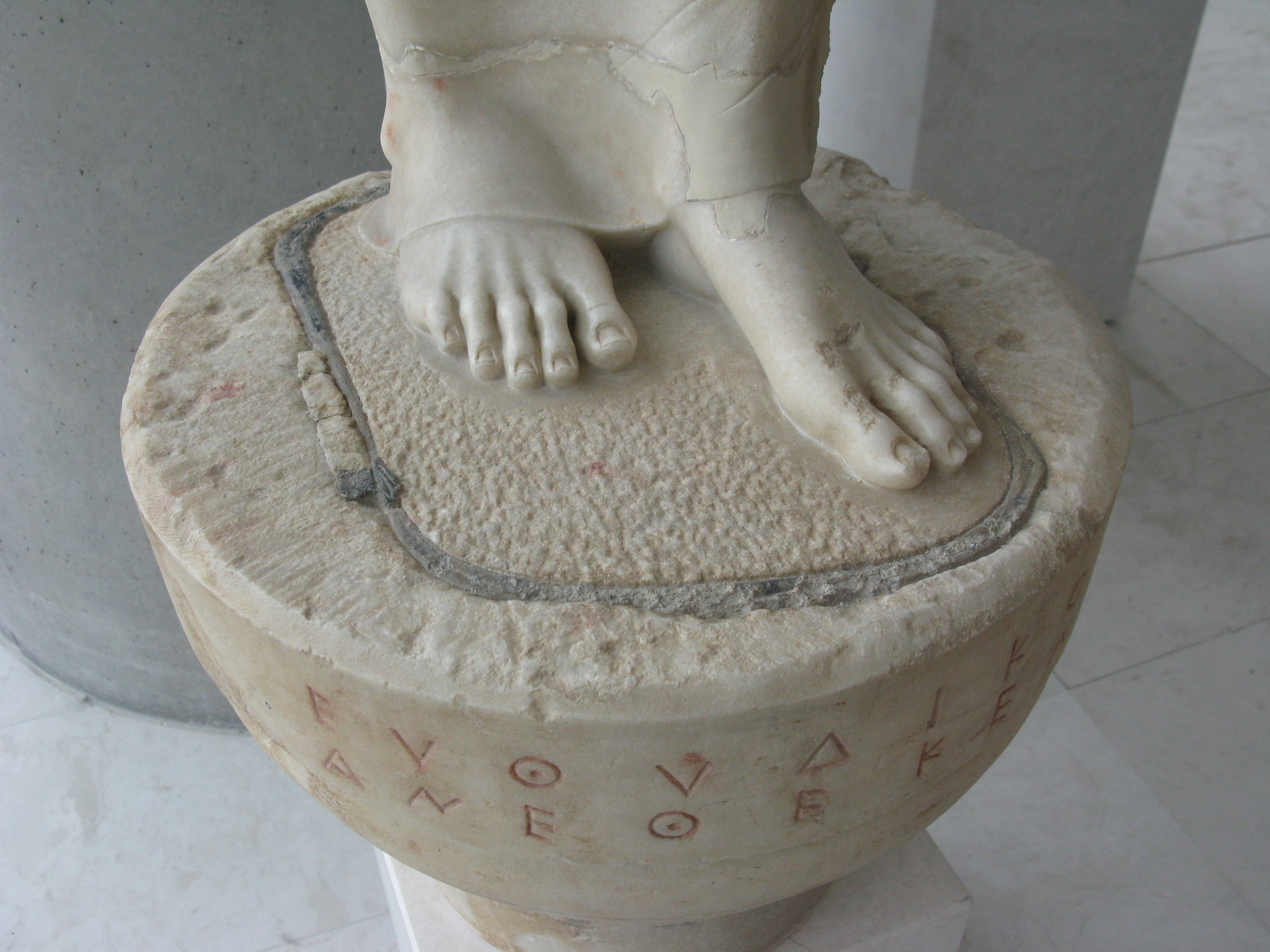
Dettaglio dei piedi e della base con l'iscrizione

La kore di Euthydikos è una testimonianza del passaggio dallo stile tardo arcaico allo stile severo, del quale anticipa alcuni elementi pur appartenendo cronologicamente all’età arcaica. Alla tradizione precedente appartiene il genere stesso dell’opera, nonché la postura frontale con il braccio destro allungato ad offrire un dono ed il sinistro che tira la gonna sul fianco. Tra le novità, invece, fin da subito si notò che il volto mancava del caratteristico sorriso arcaico, tanto che la kore ricevette il soprannome di imbronciata.
Le vesti (un himation sopra al chitone) sono di tradizione ionica e contraddistinte da un certo manierismo. Esse rivelano però i volumi del corpo sottostante, come si può vedere nella parte inferiore: anche questa attenzione rende la scultura un precoce esempio della statuaria di prima età classica. Sopra le vesti vennero aggiunte decorazioni dipinte, come il fregio rappresentante una corsa di carri sul chitone. Sopra i capelli, che ricadono in tre trecce sopra ciascuna spalla, la fanciulla indossa una tenia.
Per la somiglianza con l’Efebo biondo è stato proposto che le due opere siano state scolpite dallo stesso autore.
Sulla base in marmo pentelico è riportata la seguente iscrizione:
ΕΥΘΥΔΙΚΟΣ Ο ΘΑΛΙΑΡΧΟ ΑΝΕΘΕΚΕΝ
«Euthydicos, figlio di Thaliarchos, ha dedicato (questa statua)».